# 洴澼百金方
洴澼百金方是一部中文兵家叢書，作者為惠麓酒民（一說袁宮桂、吳宮桂），共14卷，內有175幅軍器繪圖。洴澼兩字來自於莊子一書。本書完成於1736年（清乾隆元年），印刷於1788年，在道光年間重印時被更名成備豫錄，在19世紀時曾多次重印。民國初年江西剿匪时，國軍周至柔副軍長在撫州獲得此書，蔣介石改為《自衛新知》并翻印。